# Svein Maalen
Svein Maalen (Trondheim, 1978. február 25. –) norvég labdarúgóedző. 2023 óta a Rosenborg ideiglenes vezetőedzője.

## Pályafutása
Maalen a norvégiai Trondheim városában született.
2011 és 2012 között a Kattem női csapatának edzőjeként tevékenykedett. 2013-től a másodosztályban szereplő Ranheim segédedzője, 2015-től 2021-ig pedig első számú vezetőedzője volt. A 2017-es szezonban a negyedik helyen végeztek a tabellán így részt vehettek a rájátszáson, amelyet miután megnyertek kvalifikátak az első osztályba. A következő szezonban a hetedik helyig jutottak, amely teljesítményéért megkapta az idény legjobb edzőjének járó díjat. 2019-ben, utolsóként visszaestek a másodosztályba. 2022-ben a Rosenborghoz igazolt, majd fejlesztő trénerként folytatta pályafutását. 2023. június 16-án, Kjetil Rekdal távozása után a klub ideiglenes edzője lett.

## Sikerei, díjai
Egyéni
- Eliteserien – Az Év Edzője: 2018